# トンマーゾ2世・ディ・サヴォイア
トンマーゾ2世・ディ・サヴォイア（イタリア語：Tommaso II di Savoia, 1199年ごろ - 1259年2月7日）は、ピエモンテ領主（在位：1233年 - 1259年）。また、妻の権利によりフランドル伯（在位：1237年 - 1244年）でもあった。甥ボニファーチョが国外で戦っている間、1253年より死去するまでサヴォイア伯領の摂政をつとめた。サヴォイア伯トンマーゾ1世とマルグリット・ド・ジュネーヴの息子。フランス語名はトマ・ド・サヴォワ（Thomas de Savoie）。

## 生涯

### 結婚まで
トンマーゾはモンメリアンで生まれた。ローザンヌで律修司祭となり、1226年までにヴァランスのプレヴォ（行政官）となった。1233年、父トンマーゾ1世が死去し、長男でなかったトンマーゾ2世はピエモンテ領のみ継承したが、ピエモンテは後に伯領に昇格した。
1234年、トンマーゾと弟グリエルモは姪マルグリット・ド・プロヴァンスをフランス王ルイ9世との結婚のために送り届けた。トンマーゾは姪とともにフランス宮廷にとどまることを希望したが、王母ブランシュ・ド・カスティーユが新しい王妃より強い権力を持つことを望んでいたため、姪とルイ9世がパリに到着する前に、姪に従ってきた者たちは全て追い返された。
1235年、トンマーゾは聖職から去り、自身の領地をサヴォイア伯領から完全に独立させようとした。長兄アメデーオ4世は、サヴォイア伯領内の領地をとンマーゾにさらに与えようとしたが、それらの領地はすべてサヴォイア伯領内にとどまっていた。さらに、トンマーゾは他の弟らと同様にサヴォイア領外に領地を拡大させるよう促された。

### フランドル伯として
1237年、フランス王ルイ9世の勧めで、トンマーゾはフランドル女伯・エノー女伯ジャンヌと結婚した。ジャンヌはラテン皇帝ボードゥアン1世の娘でフェルナンド・デ・ポルトゥガルの未亡人であった。
フランドル伯として、トンマーゾはフランスとイングランドの両方に忠誠を誓うこととなった。1239年、トンマーゾはイングランドへ向かいイングランド王ヘンリー3世に敬意を表した。姪エリナー・オブ・プロヴァンスはヘンリー3世の王妃で息子エドワードを産んでいた。ヘンリー3世を封主と認めた後、トンマーゾは500マルクの年俸を受け取った。トンマーゾは1240年の復活祭のころイングランドに戻り、ヘンリー3世がシモン・ド・モンフォールより没収した領地の一部を与えられた。
トンマーゾとジャンヌは領内の教会に対し非常に寛大にふるまい、トンマーゾはしばしばこのよう事案に関して妻の意見に従った。トンマーゾはまた、新興商人らの要求を理解し、商人らによりよい権利を与えるために動いた。これにはダンメやブルージュなどの主要な都市における新たな特許状の授与や統治改革なども含まれていた。
1243年7月、トンマーゾと兄アメデーオはサルデーニャ王エンツォからヴェルチェッリ包囲戦に参加するよう命じられた。ヴェルチェッリはその少し前に皇帝派から教皇派に寝返っていた。しかし町に対する攻撃が不成功に終わっただけでなく、トンマーゾとアメデーオはこのために破門された。トンマーゾとアメデーオは新しい教皇インノケンティウス4世に上訴のため手紙を書き、これに対し教皇は兄弟の要求を認め、さらにトンマーゾの破門の解除に教皇の許可は不要であると示した。
トンマーゾとジャンヌの間には子供が生まれないまま、ジャンヌは1244年死去した。

### その後

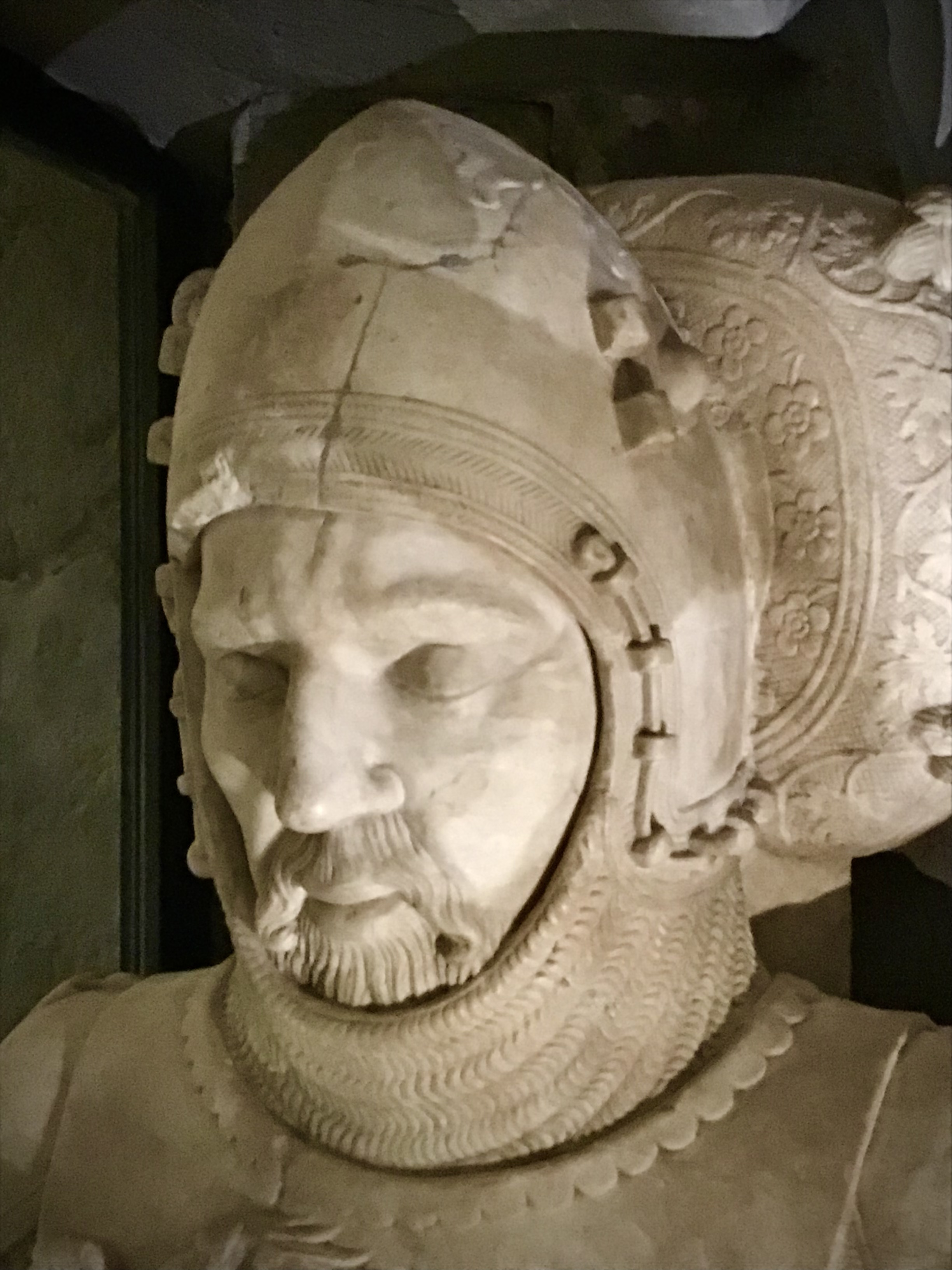
アオスタ大聖堂にあるトンマーゾ2世の墓像

1255年、トンマーゾはピエモンテの自身の領地をアスティの町の攻撃から守っていた。モンカリエーリでの戦いにおいて、トンマーゾは捕らえられトリノで拘束された。この2つの都市はトンマーゾにサヴォイアからの独立を認めさせようとしていた。これに対し、教皇アレクサンデル4世はトリノとアスティに聖務禁止令を出し、イングランド王ヘンリー3世はイングランド国内のすべてのロンバルディア人を投獄した。また、フランス王ルイ9世は王妃でトンマーゾの姪のマルグリットの求めにより150人のアスティ商人を逮捕した。妹でマルグリットの母ベアトリーチェもプロヴァンスの自らの領地で同様のことを行った。トンマーゾの弟ピエトロ2世とフィリッポ1世は1256年に軍を率いてサヴォイアより向かい、その年の末までに合意を得ることができた。この合意において、2つの都市は独立が認められたが、当初求めていた領地に関するあるいは経済面での利益は得られなかった。
トンマーゾは兄弟の中でアメデーオ4世に次いで年長であったが、嗣子なく死去した甥ボニファーチョに先立って死去したため、自身がサヴォイア伯となることはなかった。しかし、ボニファーチョが若年の間、トンマーゾは摂政をつとめた。トンマーゾには息子がいたが、ボニファーチョの死後、トンマーゾの弟たちがサヴォイア伯位を継承した。トンマーゾの長男トンマーゾ3世はこれを不当であると考え、サヴォイア伯位の継承を主張したが失敗に終わった。しかし、最後に生き残った弟でサヴォイア伯を継承したフィリッポ1世は、トンマーゾの次男アメデーオを自身の継承者とし、長男トンマーゾ3世とその子孫はサヴォイアの継承から外された。

## 子女
1237年に結婚したフランドル女伯ジャンヌとの間には子女はいない。
1252年、ローマ教皇インノケンティウス4世の姪ベアトリーチェ・フィエスキと結婚し、6子をもうけた。
- トンマーゾ3世（1246年頃 - 1282年）[1] - ピエモンテ領主
- アメデーオ5世（1252/3年 - 1323年）[1] - 後にサヴォイア伯位を継承
- ルイージ1世（1250年頃 - 1302年1月10日以降）[1] - ヴォー領主
- エレオノーラ（1296年12月6日没）- 1270年にルイ1世・ド・ボージューと結婚
- マルゲリータ（1292年5月没） - 7代デヴォン伯ボールドウィン・ド・レドヴァースと結婚[1]、後にサー・トマス・アギロンと再婚
- アリーチェ（1277年8月1日没）

また、少なくとも3人の庶子がいる。